# Trathala agnina
Trathala agnina är en stekelart som först beskrevs av Kerrich 1959.  Trathala agnina ingår i släktet Trathala och familjen brokparasitsteklar. Inga underarter finns listade i Catalogue of Life.